# Košíře

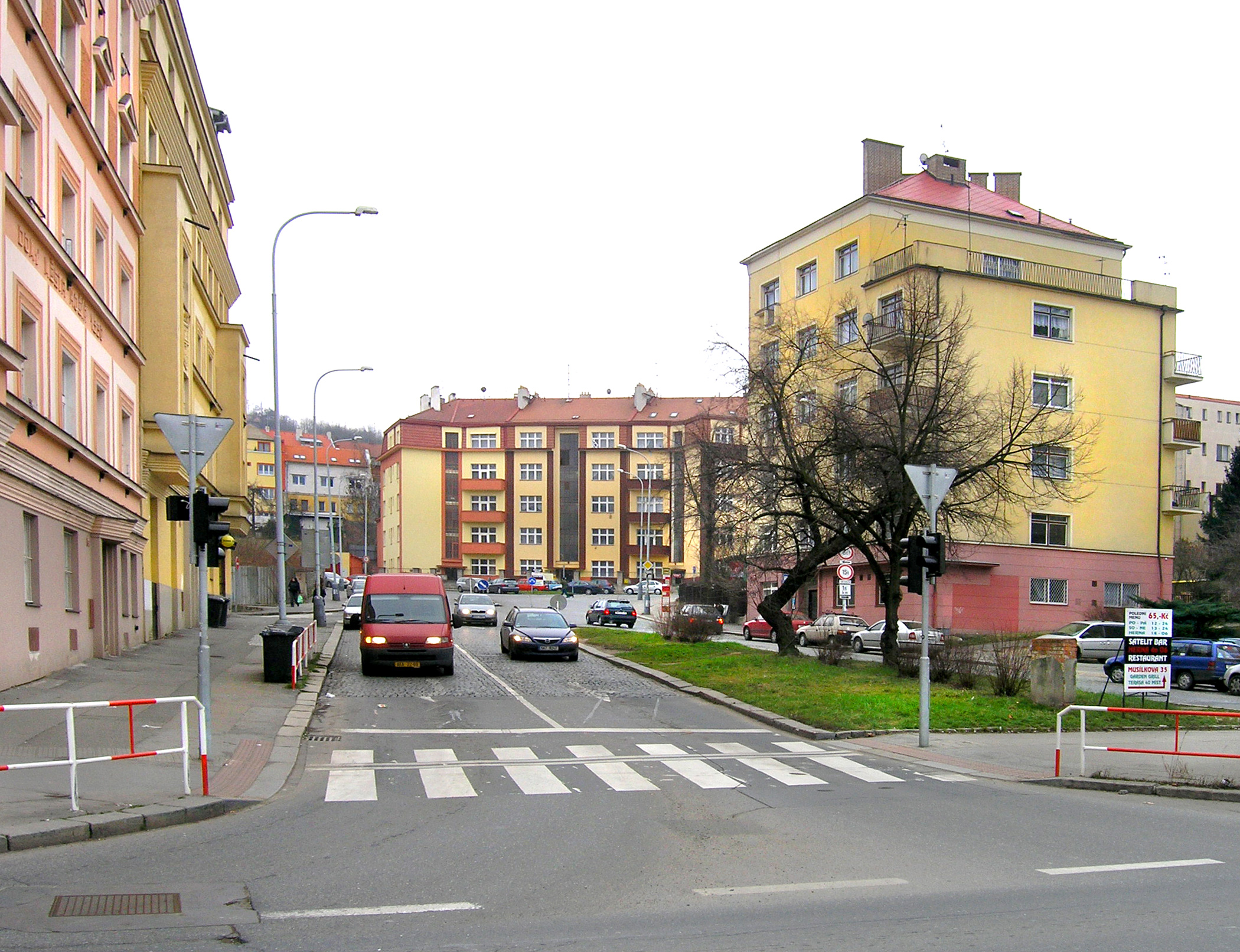
Košíře

Košíře est un quartier pragois à l'ouest du centre de la ville qui se situe entre les quartiers de Smíchov et de Motol. Il fait partie de l'arrondissement de Prague 5.

## Histoire
Košíře était un village, jusqu'à la fin du XIXe siècle. Ensuite lors de la révolution industrielle, il a connu un rapide développement. À cause des nombreuses usines à Smíchov, il était nécessaire de trouver un lieu pour loger les ouvriers.
À cette époque, le quartier est relié par le tramway.
Au début du XXe siècle, Košíře devient une ville. Cependant son existence en tant que ville ne dure pas longtemps. Dès 1922, Prague s'agrandit et Košíře perd son indépendance pour en devenir un quartier.
Comme des constructions ont eu lieu dans tout le quartier, jusqu'à la Seconde Guerre mondiale, il n'y a pas eu de construction de quartiers HLM (Sídliště).

## Culture
Le film Pelíšky se déroule dans ce quartier. 